# Turtucaia
Turtucaia (în bulgară Тутракан, în turcă Turtukai, în engleză Tutrakan) este un oraș port la Dunăre în regiunea Silistra din nord-estul Bulgariei. În perioada 1913-1940 a aparținut de Regatul României, împreună cu restul Dobrogei de Sud, în urma celui de-al Doilea Război Balcanic (iunie-august 1913). În 1940, Cadrilaterul, inclusiv Turtucaia, a fost redobândit de Bulgaria. Orașul se află pe malul drept al Dunării, la 58 km est de Ruse și 62 km vest de Silistra. Pe malul opus se află orașul românesc Oltenița, cele două localități fiind legate prin intermediul feribotului.
Turtucaia este cunoscută ca port pescăresc, dar și pentru bătălia ce a avut loc aici între 1 și 6 septembrie 1916, în timpul Primului Război Mondial, între trupele române și cele bulgare și germane. Bătălia s-a încheiat cu înfrângerea trupelor române, care apărau capul de pod.

## Istoric
Așezarea a fost înființată de către romani la sfârșitul primei jumătăți a secolului I, sub denumirea Transmarisia. Între secolele I și al III-lea, localitatea a făcut parte din sistemul de fortificații militare pe granița de pe Dunăre a Imperiului Roman, atingând apogeul în secolul al IV-lea, când, sub conducerea personală a împăratului Dioclețian (284-305), a devenit una dintre cele mai importante cetăți de pe linia Dunării.

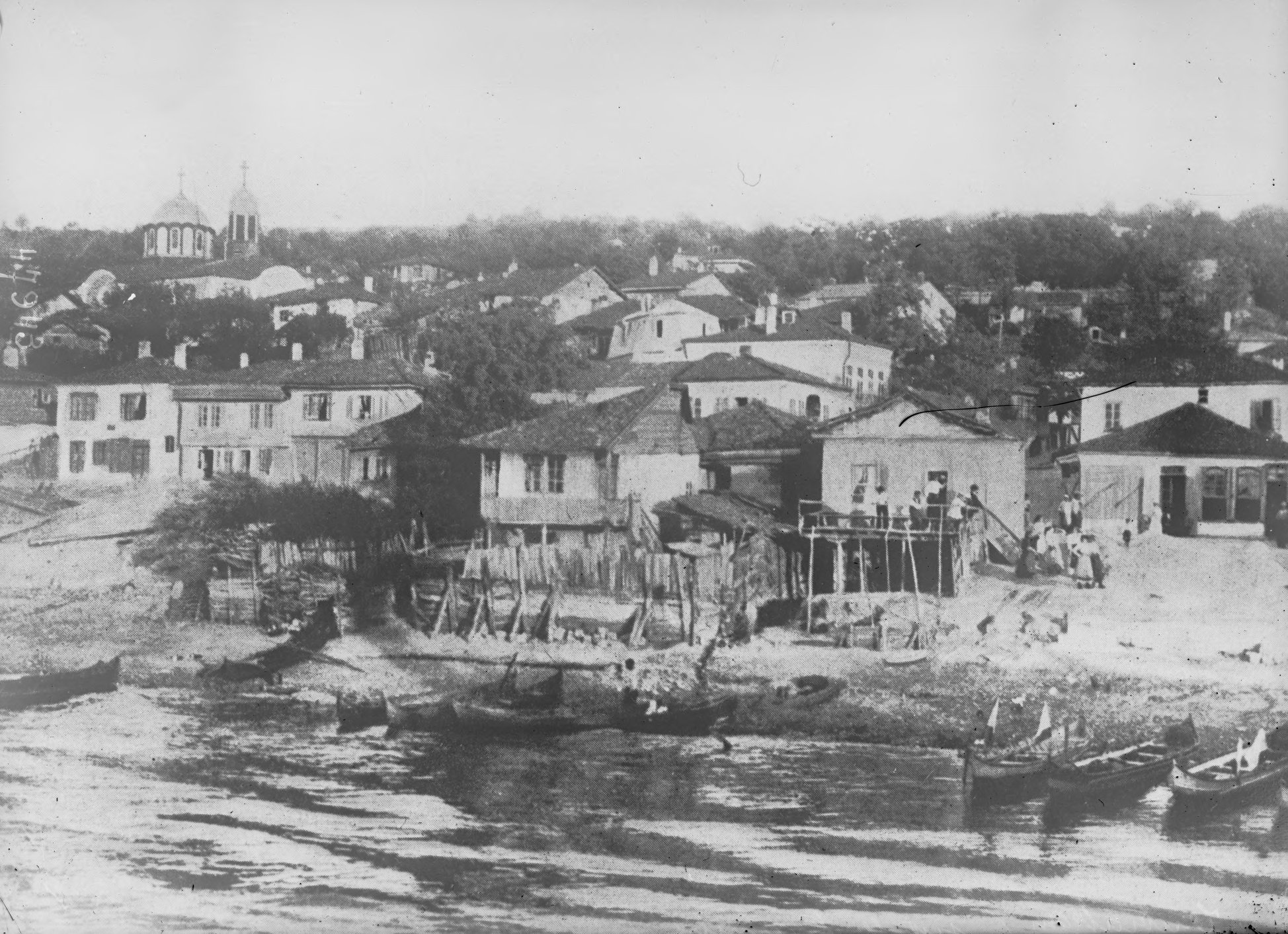
Orașul Turtucaia în anul 1916

Orașul vechi și cetatea au fost distruse la începutului secolului al VII-lea, iar orașul modern care poartă denumirea actuală a apărut la sfârșitul aceluiași secol. Turtucaia a continuat să aibă importanță militară și pe parcursul Evului Mediu, ca parte a Țaratului Bulgar sau ca parte a Țării Românești în timpul lui Mircea cel Bătrân. La sfâșitul secolului al XIV-lea, așezarea a fost cucerită de Imperiul Otoman și a fost sub dominația acestuia timp de aproape cinci secole.

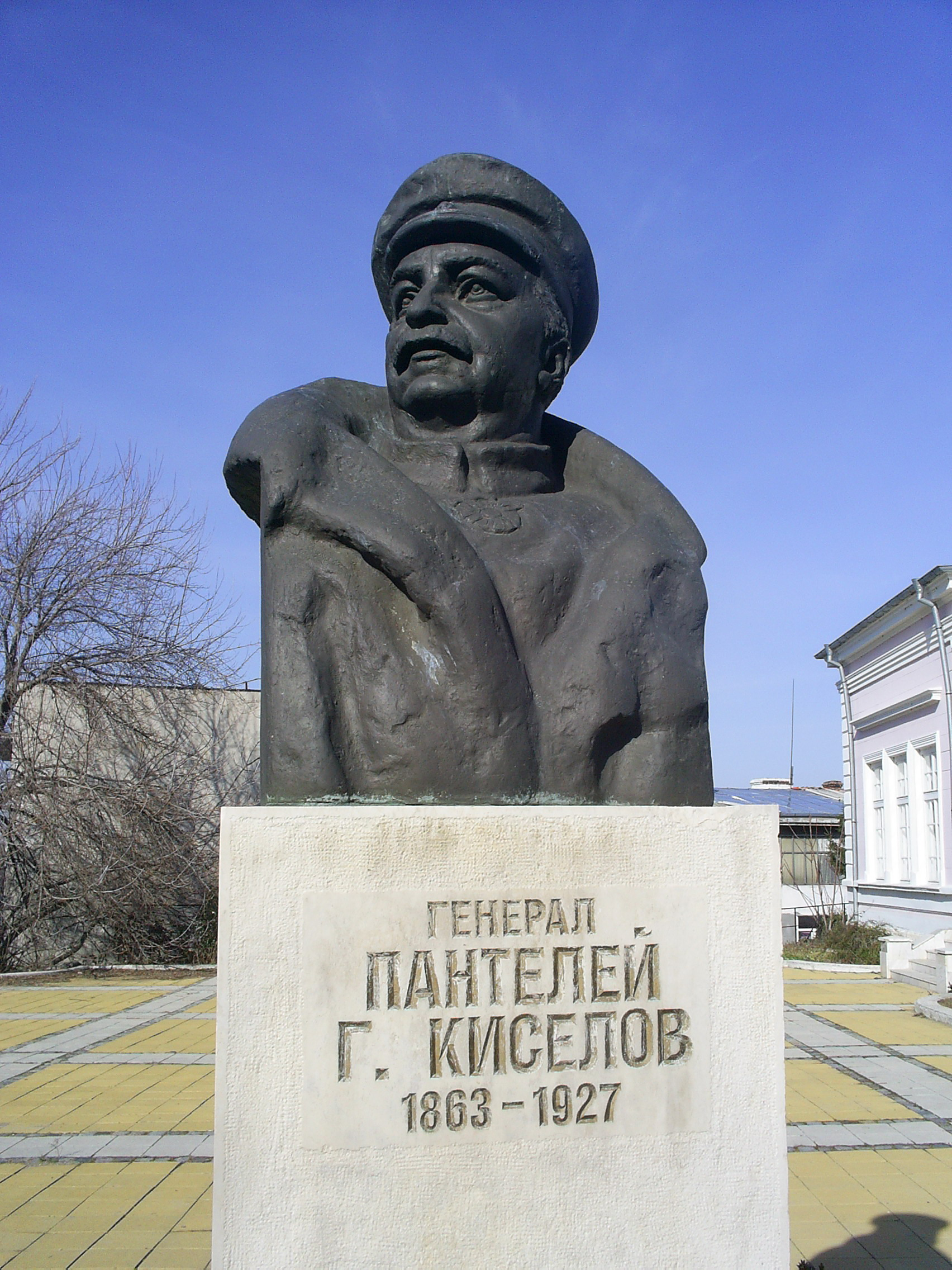
Bustul lui Panteley Kiselov

Turtucaia a fost eliberată de sub stăpânirea otomană de către ruși în timpul Războiului Ruso-Turc din anii 1877-1878, devenind ulterior parte din Regatul Bulgariei. În urma celui de-al Doilea Război Balcanic ce a avut loc la mijlocul lui 1913, Turtucaia, împreună cu restul Dobrogei de Sud (cunoscută și sub denumirea de Cadrilater) a fost încorporată în Regatul României. 
În perioada 1916-1918, în timpul Primului Război Mondial, orașul a fost ocupat de armatele bulgară și germană. La începutul lui septembrie 1916, timp de șase zile, aici a avut loc Bătălia de la Turtucaia, soldată cu o grea înfrângere pentru trupele românești în fața Puterilor Centrale. Prizonierii au fost puși la muncă în lagărul de la Turtucaia.
Mai târziu, în cimitirul militar al orașului a fost ridicat un monument închinat acestei bătălii, cunoscut ca Memorialul de la Turtucaia.
În perioada interbelică, localitatea a aparținut României Mari, constituind una dintre cele trei comune urbane sau orașe (împreună cu Silistra și Ostrov) ale județului Durostor. Turtucaia era reședința plășii omonime, ce includea 43 de sate. Majoritatea populației orașului era constituită din români (inclusiv aromâni). La recensământul din 1930, orașul avea o populație totală de 11.175 de locuitori, dintre care 6.871 români, 2.591 turci, 1.358 bulgari, alături de alte minorități.
Turtucaia a fost oraș românesc timp de aproape trei decenii, până în anul 1940, când, în urma Tratatului de la Craiova din 7 septembrie, este restituit Bulgariei (împreună cu restul Cadrilaterului) ca urmare indirectă a presiunilor politice germane asupra guvernului român.
În prezent Turtucaia este oraș bulgăresc, reprezentând reședința comunei omonime din cadrul regiunii Silistra. Portul fluvial constituie una dintre principalele activități economice ale localității. Orașul este cunoscut pentru practicarea pescuitului și pentru construirea de bărci, fiind un vechi port pescăresc. În 1974 aici a fost deschis Muzeul pescuitului pe Dunăre și a construcției bărcilor. Turtucaia continuă să atragă pescari, turiști, sportivi sau diferiți artiști.

## Demografie
Componența etnică a orașului Tutrakan
     Turci (19,12%)
     Bulgari (74,07%)
     Romi (2%)
     Nicio identificare (3,8%)
     Altele (0,35%)
La recensământul din 2011, populația orașului Turtucaia era de 8.641 locuitori. Din punct de vedere etnic, majoritatea locuitorilor (74,07%) erau bulgari, existând și minorități de turci (19,12%) și romi (2,68%). Pentru 3,74% din locuitori nu este cunoscută apartenența etnică.

### Recensământul românesc din 1930
Componența etnică a orașului Turtucaia (județul Durostor)
     Români (61,49%)
     Bulgari (12,15%)
     Turci (23,19%)
     Romi (1,18%)
     Altă etnie (1,99%)
Componența confesională a orașului Turtucaia
     Ortodocși (73,62%)
     Musulmani (24,65%)
     Altă religie (1,73%)
Conform recensământului efectuat în 1930, populația orașului Turtucaia se ridica la 11.175 locuitori. Majoritatea locuitorilor erau români (61,49%), cu o minoritate de bulgari (12,15%), una de turci (23,19%) și una de romi (1,18%). Alte persoane s-au declarat: maghiari (30 de persoane), germani (16 de persoane), ruși (9 persoane), greci (17 persoane), armeni (39 de persoane), sârbi/croați/sloveni (10 persoane), ucraineni (2 persoane), cehi/slovaci (9 persoane), albanezi (23 de persoane), polonezi (1 persoană), evrei (35 de persoane), altă etnie (1 persoană), iar 31 de persoane nu au declarat etnia. Din punct de vedere confesional, majoritatea locuitorilor erau ortodocși (73,62%), dar existau și musulmani (24,65%). Alte persoane au declarat: armeano-gregorieni (24 de persoane),  mozaici (36 de persoane), evanghelici/luterani (13 persoane), greco-catolici (7 persoane), romano-catolici (19 persoane), adventiști (82 de persoane), reformați (6 persoane), unitarieni (2 persoane), fără religie (2 persoane), iar 2 persoane nu au declarat religia.

## Personalități născute aici
- Marius Butunoiu (1919 - 1999), sculptor român;
- Hristina Milenova Penceva (cunoscută ca Tita, n. 1999), cântăreață bulgară.